# Fernando Zuqui
Fernando Rubén Zuqui (Luján de Cuyo, Mendoza; 27 de noviembre de 1991) es un futbolista argentino. Juega de mediocampista y su actual club es la Universidad Católica de la Primera División de Chile.

## Trayectoria

### Godoy Cruz
Surgió de las divisiones inferiores de Luján Sport Club, luego emigró en una edad formativa hacia Godoy Cruz. Debutó en Primera División el 20 de octubre de 2012 en un empate 0-0 de su equipo ante San Lorenzo por la fecha 11 del Torneo Inicial.
El 7 de octubre de 2014 convirtió el primer gol de su carrera, fue ante Independiente en un empate 2-2.
En el Torneo de Transición 2016 se convirtió en una pieza clave en el equipo mendocino, disputando 15 partidos y convirtiendo 3 goles. "El Tomba" estuvo a tan sólo un punto de clasificar a la final que definía al campeón.

### Boca Juniors
En junio de 2016 fue transferido a Boca Juniors por 2 500 000 de dólares, firmando un vínculo de 4 años con "El Xeneize". En su estadía en la institución jugó 17 partidos sin marcar goles.

### Estudiantes de La Plata
Fue transferido a Estudiantes de La Plata en agosto de 2017. En enero de 2019 es cedido a préstamo a Colón de Santa Fe, quien al no querer hacer uso de la opción de compra, regresa a Estudiantes para luego ser cedido nuevamente a préstamo pero esta vez al fútbol turco, más precisamente al Yeni Malatyaspor desde agosto del 2020 hasta junio del 2021 sin cargo y con una opción de compra fijada.
A mediados del 2021 retorna a Estudiantes para el comienzo de un gran año futbolístico en lo personal.
El 13 de diciembre de 2023 integró el equipo titular del Estudiantes de La Plata campeón de la Copa Argentina 2023. El 5 de mayo de 2024 ejecutó el penal definitivo que consagró campeón a Estudiantes de la Copa de la Liga Profesional 2024.

### Universidad Católica
A mediados de 2024 rescinde contrato con Estudiantes y pasa a integrar las filas de la Universidad Católica.

## Estadísticas

### Clubes
| Club                              | Div.                | Temporada           | Liga  | Liga  | Liga   | Copas nacionales | Copas nacionales | Copas nacionales | Torneos internacionales | Torneos internacionales | Torneos internacionales | Total | Total | Total  |
| Club                              | Div.                | Temporada           | Part. | Goles | Asist. | Part.            | Goles            | Asist.           | Part.                   | Goles                   | Asist.                  | Part. | Goles | Asist. |
| --------------------------------- | ------------------- | ------------------- | ----- | ----- | ------ | ---------------- | ---------------- | ---------------- | ----------------------- | ----------------------- | ----------------------- | ----- | ----- | ------ |
| Godoy Cruz Argentina              | 1.ª                 | 2012-13             | 10    | 0     | 0      | 2                | 0                | 0                | —                       | —                       | —                       | 12    | 0     | 0      |
| Godoy Cruz Argentina              | 1.ª                 | 2013-14             | 6     | 0     | 0      | —                | —                | —                | —                       | —                       | —                       | 6     | 0     | 0      |
| Godoy Cruz Argentina              | 1.ª                 | 2014                | 18    | 1     | 4      | 1                | 0                | 0                | 2                       | 0                       | 0                       | 21    | 1     | 4      |
| Godoy Cruz Argentina              | 1.ª                 | 2015                | 29    | 0     | 3      | 1                | 0                | 0                | —                       | —                       | —                       | 30    | 0     | 3      |
| Godoy Cruz Argentina              | 1.ª                 | 2016                | 16    | 3     | 2      | —                | —                | —                | —                       | —                       | —                       | 16    | 3     | 2      |
| Godoy Cruz Argentina              | Total club          | Total club          | 79    | 4     | 9      | 4                | 0                | 0                | 2                       | 0                       | 0                       | 85    | 4     | 9      |
| Boca Juniors Argentina            | 1.ª                 | 2016                | —     | —     | —      | —                | —                | —                | 2                       | 0                       | 1                       | 2     | 0     | 1      |
| Boca Juniors Argentina            | 1.ª                 | 2016-17             | 13    | 0     | 0      | 2                | 0                | 1                | —                       | —                       | —                       | 15    | 0     | 1      |
| Boca Juniors Argentina            | Total club          | Total club          | 13    | 0     | 0      | 2                | 0                | 1                | 2                       | 0                       | 1                       | 17    | 0     | 2      |
| Estudiantes de La Plata Argentina | 1.ª                 | 2017-18             | 25    | 1     | 3      | —                | —                | —                | 4                       | 0                       | 0                       | 29    | 1     | 3      |
| Estudiantes de La Plata Argentina | 1.ª                 | 2018-19             | 13    | 1     | 1      | 3                | 1                | 1                | 1                       | 0                       | 1                       | 17    | 2     | 3      |
| Colón Argentina                   | 1.ª                 | 2018-19             | 10    | 0     | 1      | 3                | 1                | 0                | 4                       | 0                       | 1                       | 17    | 1     | 2      |
| Colón Argentina                   | 1.ª                 | 2019-20             | 19    | 1     | 0      | 3                | 2                | 0                | 5                       | 0                       | 1                       | 27    | 3     | 1      |
| Colón Argentina                   | Total club          | Total club          | 29    | 1     | 1      | 6                | 3                | 0                | 9                       | 0                       | 2                       | 44    | 4     | 3      |
| Yeni Malatyaspor Turquía          | 1.ª                 | 2020-21             | 11    | 0     | 3      | 3                | 0                | 0                | —                       | —                       | —                       | 14    | 0     | 3      |
| Yeni Malatyaspor Turquía          | Total club          | Total club          | 11    | 0     | 3      | 3                | 0                | 0                | 0                       | 0                       | 0                       | 14    | 0     | 3      |
| Estudiantes de La Plata Argentina | 1.ª                 | 2021                | 24    | 0     | 6      | —                | —                | —                | —                       | —                       | —                       | 24    | 0     | 6      |
| Estudiantes de La Plata Argentina | 1.ª                 | 2022                | 22    | 1     | 1      | 15               | 1                | 6                | 13                      | 0                       | 2                       | 50    | 2     | 9      |
| Estudiantes de La Plata Argentina | 1.ª                 | 2023                | 24    | 0     | 4      | 18               | 1                | 0                | 12                      | 0                       | 2                       | 54    | 1     | 6      |
| Estudiantes de La Plata Argentina | 1.ª                 | 2024                | 5     | 0     | 0      | 16               | 0                | 0                | 4                       | 0                       | 0                       | 25    | 0     | 0      |
| Estudiantes de La Plata Argentina | Total club          | Total club          | 113   | 3     | 15     | 52               | 3                | 7                | 34                      | 0                       | 5                       | 199   | 6     | 27     |
| Universidad Católica · Chile      | 1.ª                 | 2024                | 14    | 0     | 4      | —                | —                | —                | —                       | —                       | —                       | 14    | 0     | 4      |
| Universidad Católica · Chile      | 1.ª                 | 2025                | 11    | 1     | 0      | 3                | 1                | 0                | 1                       | 0                       | 0                       | 15    | 2     | 0      |
| Universidad Católica · Chile      | Total club          | Total club          | 25    | 1     | 4      | 3                | 1                | 0                | 1                       | 0                       | 0                       | 29    | 2     | 4      |
| Total en su carrera               | Total en su carrera | Total en su carrera | 270   | 9     | 32     | 70               | 7                | 8                | 48                      | 0                       | 8                       | 388   | 17    | 48     |
| 1. 2. 3.                          |                     |                     |       |       |        |                  |                  |                  |                         |                         |                         |       |       |        |

## Palmarés

### Títulos nacionales
| Título           | Club                    | País      | Año     |
| ---------------- | ----------------------- | --------- | ------- |
| Primera División | Boca Juniors            | Argentina | 2016-17 |
| Copa Argentina   | Estudiantes de La Plata | Argentina | 2023    |
| Copa de la Liga  | Estudiantes de La Plata | Argentina | 2024    |

## Redes Sociales
- Fernando Zuqui en Instagram
- Fernando Zuqui en X (antes Twitter)

- Datos: Q16555736
- Multimedia: Fernando Zuqui / Q16555736